# Луківці (Польща)
Луківці (або Луковець, Луковиця, Луковце, пол. Łukowce) — село в Польщі, у гміні Біла Підляська Більського повіту Люблінського воєводства. Населення — 188 осіб (2011).

## Історія

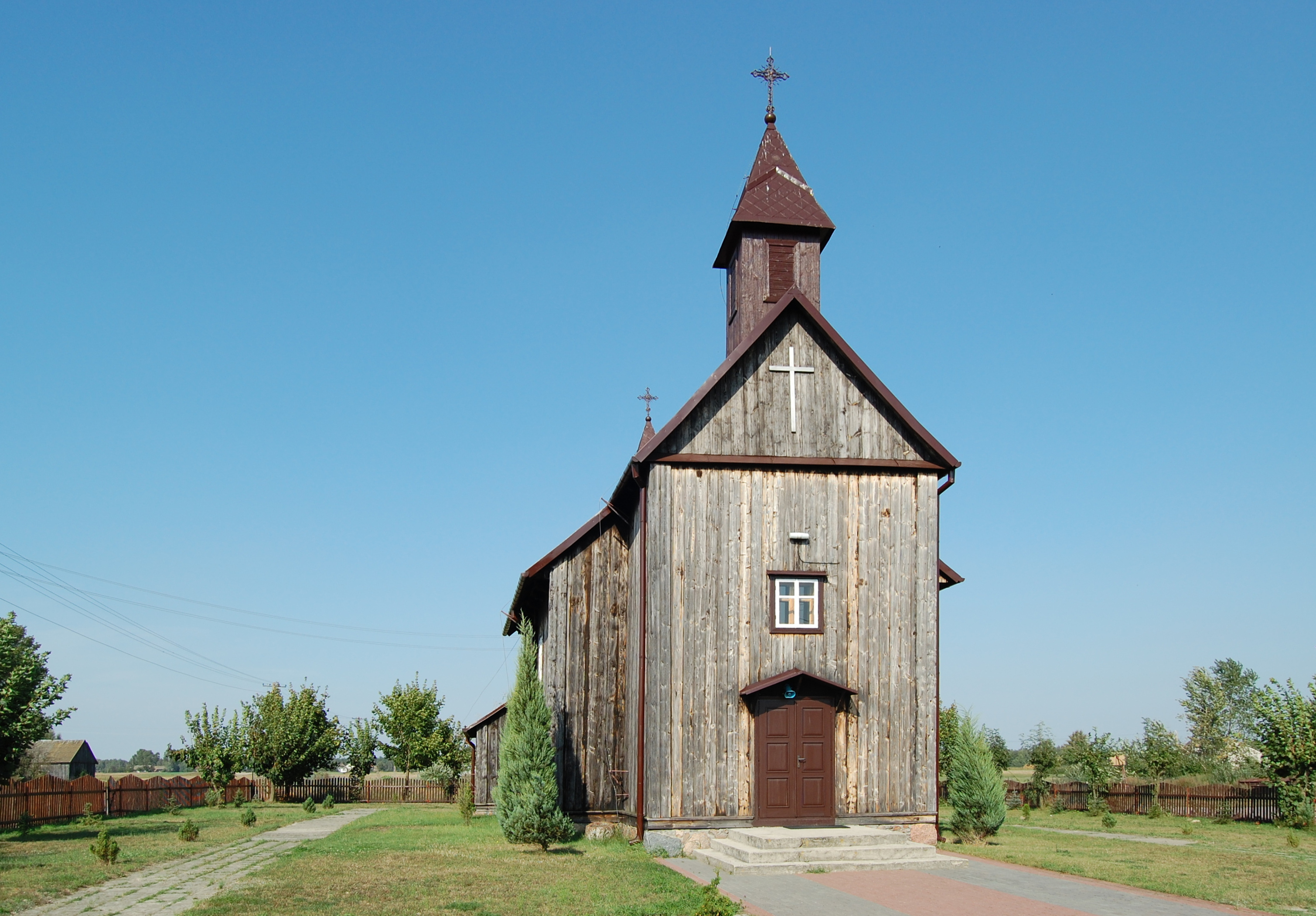
Колишня греко-католицька церква 1695 року в Луківцях, у 1989 році перенесена в село Закемпе

1695 року вперше згадується греко-католицька церква в селі.
За даними етнографічної експедиції 1869—1870 років під керівництвом Павла Чубинського, у селі переважно проживали греко-католики, які розмовляли українською мовою.
У 1917—1918 роках у селах Ситники і Луковиця діяла українська школа, заснована 15 вересня 1917 року, у якій навчалося 40 учнів, учитель — В. Вислоух.
У міжвоєнні 1918—1939 роки польська влада в рамках великої акції руйнування українських храмів на Холмщині і Підляшші перетворила місцеву православну церкву на римо-католицький костел.
У 1975—1998 роках село належало до Білопідляського воєводства.

## Населення
Демографічна структура станом на 31 березня 2011 року:
|          | Загалом | Допрацездатний вік | Працездатний вік | Постпрацездатний вік |
| -------- | ------- | ------------------ | ---------------- | -------------------- |
| Чоловіки | 90      | 27                 | 54               | 9                    |
| Жінки    | 98      | 28                 | 47               | 23                   |
| Разом    | 188     | 55                 | 101              | 32                   |